# Ouadjkarê
Ouadjkarê est un ancien souverain égyptien du début de la Première Période intermédiaire et placé par la plupart des égyptologues comme membre de la VIIIe dynastie. En tant que tel, le siège du pouvoir de Ouadjkarê était Memphis et il ne détenait probablement pas le pouvoir sur toute l'Égypte. Ce roi n'est pas cité par les listes royales du Nouvel Empire alors qu'il est attesté par un décret contemporain de son règne.

## Attestation
Ouadjkarê n'est mentionné qu'une seule fois : dans une tablette royale de calcaire connue sous le nom de décret r de Coptos (Musée égyptien du Caire ; obj. JE 41894), qui aurait été commandité par le roi lui-même. Il contient une liste de punitions pour tous ceux qui osent endommager ou piller un sanctuaire dédié au dieu Min de Coptos.
Ce décret a été fait à un moment où Idy, fils de Shemay, était vizir. En sachant que ce même Idy était gouverneur de Haute-Égypte sous le règne de Néferkaouhor, les deux règnes sont donc proches dans le temps. Cependant, d'un point de vue archéologique, on ne sait rien d'autre sur ce roi. Son existence est remise en question par certains chercheurs, car il n'est mentionné dans aucune liste du Nouvel Empire.

## Identification et chronologie
Des savants comme Farouk Gomaà et William C. Hayes identifient le nom d'Horus Demedjibtaouy, trouvé également sur le décret, au roi Néferirkarê II et assimilent Ouadjkarê au nom d'Horus Khâbaou,. Hans Goedicke considère Ouadjkarê comme le prédécesseur de Demedjibtaouy et affecte les deux dirigeants à la IXe dynastie. Jürgen von Beckerath attribue ce nom d'Horus Demedjibtaouy à Ouadjkarê. Quant à Hracht Papazian, il associe également ce nom d'Horus Demedjibtaouy à Ouadjkarê et indique qu'un règne intermédiaire a eu lieu entre Néferkaouhor et Néferirkarê II, ce roi pourrait être Ouadjkarê. Quant à Yannis Gourdon, il fait de l'Horus Demedjibtaouy et Ouadjkarê un seul et même roi et un proche successeur de Néferkaouhor.